# 石油加勒比计划

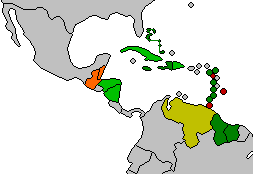
委内瑞拉
同时是石油加勒比成员国和加勒比共同体成员国
是石油加勒比成员国
是加勒比共同体成员国

石油加勒比计划（英語：Petrocaribe）是加勒比地区诸国与委內瑞拉之间达成的一个以优惠支付条件购买原油的原油同盟。该联盟发起于2005年6月29日委内瑞拉拉克魯斯港。 2013年4月6日，联盟同意链接美洲玻利瓦爾聯盟，以超越原油贸易，促成更进一步的经济合作。

## 历史
- 2005年，在时任委内瑞拉总统查韦斯的倡议下成立[2]。
- 2009年，洪都拉斯因为政变被排出联盟[3]
- 2012年，危地马拉决定加入联盟[4]
- 2014年7月开始，受到石油价格低迷影响，委内瑞拉削减廉价石油出口量[5]
- 2016年，覆盖了成员国需求的40%[6]
- 2017年，伯利兹暂停协议[7]